# 1794
Năm 1794 (MDCCXCIV) là một năm thường bắt đầu vào thứ tư theo lịch Gregory (hoặc năm nhuận bắt đầu vào thứ bảy theo lịch Julius chậm hơn 11 ngày).

## Sinh
- 9 tháng 8 - Achille Valenciennes, nhà động vật học người Pháp (m. 1865).

## Mất
- 5 tháng 4 - Georges Danton, lãnh đạo cách mạng Pháp.